# Lycée international de Saint-Germain-en-Laye
Le lycée international de Saint-Germain-en-Laye est un lycée situé à Saint-Germain-en-Laye (Yvelines), proposant 14 sections internationales.

## Histoire

### 1951-1965
En 1951, l'OTAN installe son centre de commandement européen (SHAPE-Supreme Headquarters Allied Powers Europe) à Rocquencourt dans la banlieue ouest de Paris, et les officiers et sous-officiers s'installent à Saint-Germain-en-Laye, au château d'Hennemont. Par la volonté d'Eisenhower, la résidence d'Hennemont et une école sont créées afin d'accueillir les 1 300 soldats et leurs familles. Conçue par le général Eisenhower, cette école voit le jour en 1952 et accueille 400 élèves pour sa première année scolaire (dont 200 élèves français de Saint-Germain).
L'école est rebaptisée successivement École internationale de l'OTAN et Lycée international de l'OTAN en 1954 et 1962. Elle est couramment nommée Lycée du SHAPE jusqu'en 1966.

### 1965-1989
L'année scolaire 1965-1966 est une année charnière pour l'école. En effet, en juillet 1965, le premier proviseur, René Tallard, part à la retraite. En mars 1966, la France se retire de l'OTAN, ce qui provoque le départ de son centre de commandement pour Mons en Belgique. L'école se trouve brutalement amputée des deux tiers de ses élèves. Le nouveau proviseur, Edgar Scherer, opère la reconversion du lycée en s'appuyant sur les deux sections restantes (civiles), allemande et néerlandaise, tout en faisant des démarches auprès des autorités. Sous sa direction, le lycée attire des « expatriés économiques ». En 1968, le lycée comprend six sections (allemande, néerlandaise, anglaise, américaine, danoise et italienne). Edgar Scherer prend sa retraite en 1989.

### Depuis 1989
Son successeur Jean-Pierre Maillard (de 1989 à 1997) continue cette politique d'ouverture, en initiant notamment la constitution d'une section japonaise, puis en posant les bases d'une section polonaise en partenariat avec le Collège les Hauts-Grillets. Le proviseur Maillard pilote la restructuration du campus et la construction du nouveau bâtiment « Agora » (inauguré par le ministre Jack Lang) puis de la nouvelle école élémentaire, inaugurée par le ministre François Bayrou.
Son successeur, Patrick Charpeil (1997 à 2001) initie une redéfinition du statut juridique de l'établissement et la création de l'option internationale du baccalauréat.
Yves Lemaire, proviseur de 2001 à 2012, crée la section russe en 2010. Pendant ce temps, le statut d'« établissement public à sections privées » est créé spécifiquement pour le lycée international. Depuis, d'autres établissements ont adopté ce statut. À cette occasion, le lycée est séparé en deux entités juridiques distinctes : l'école et le collège-lycée. Cependant, l'appellation traditionnelle « lycée international » a perduré pour la totalité des structures.
Son successeur, Joël Bianco, dirige le lycée de 2012 à 2016. Il intègre la section chinoise, créée en 2008 aux niveaux CP à CE2 dans une école partenaire, avec les première lycéens sur le site d'Hennemont en 2015. Une fondation, l'ARCHE, a aussi été créée pour inciter les anciens élèves à financer, grâce au mécénat d'entreprise, la continuation des travaux de réfection du château d'Hennemont, qui ne fait pas partie de projet de rénovation du lycée.
De 2016 à 2019, le proviseur était Isabelle Negrel. En 2017, elle a lancé de grands travaux de rénovation, dont la fin est prévue en 2020. Ils consistent en la création de deux nouveaux bâtiments pour le collège et le lycée, la création d'un nouveau bâtiment destiné aux élèves de maternelle, de primaire et à la restauration, la réfection intégrale du bâtiment administratif ainsi que du bâtiment anciennement dévolu à la restauration, qui deviendra un lieu de vie culturel et associatif, et enfin la destruction et la reconstruction du gymnase-stade sur un nouveau terrain mitoyen au terrain principal.
En 2019, France Bessis est nommée proviseur de l'établissement.

## Initiatives pédagogiques et technologiques

### Années 1970
En 1974, dans un objectif d'initiation à l'informatique des élèves et enseignants intéressés, le lycée international de Saint-Germain-en-Laye fut éligible à l'opération dite « Expérience des 58 lycées » initiée par le ministère de l'Éducation nationale : utilisation de logiciels et enseignement de la programmation en langage LSE, en club informatique de lycée, pour 58 établissements de l’enseignement secondaire. À cet effet, dans une première phase, quelques professeurs du lycée, enseignants de diverses disciplines, furent préalablement formés à la programmation informatique. Puis, dans une seconde phase, l'établissement fut doté d'un ensemble informatique en temps partagé comprenant initialement : un mini-ordinateur français Télémécanique T1600 avec disque dur, un lecteur de disquettes 8 pouces, plusieurs terminaux écrans claviers Sintra TTE, un téléimprimeur Teletype ASR-33 (en) et le langage LSE implémenté ; tous ces moyens ayant permis de mettre en œuvre sur le terrain cette démarche novatrice, avec du matériel informatique ultra-moderne pour l'époque.

## Enseignement
Le lycée international de Saint-Germain-en-Laye comprend une école maternelle, une école primaire, un collège et un lycée.
L'établissement propose 14 sections internationales : américaine, allemande, britannique, chinoise (mandarin), danoise, espagnole, italienne, japonaise, néerlandaise, norvégienne, polonaise, portugaise, russe et suédoise.
Ainsi, les élèves reçoivent, en plus de l'enseignement classique d'un établissement français, deux cours dispensés dans la langue de leur section : 
- Aux niveaux maternelle et primaire : deux demi-journées, de trois heures chacun, par semaine.
- Au niveau collège : 4 heures d'étude de la langue, de la littérature et de la civilisation de leur section et 2 heures d'étude de l'histoire-géographie par semaine.
- Au niveau lycée : 4-5 heures d'étude de la langue, de la littérature et de la civilisation de leur section et 3-4 heures d'étude de l'histoire-géographie par semaine (8 heures en tout). Pour respecter les programmes français et pouvoir passer les épreuves habituelles du baccalauréat, les élèves reçoivent également des heures de cours supplémentaires, leur enseignant l'histoire et la géographie en français.

Fait notable : sur instruction du gouvernement chinois, la section chinoise n'enseigne pas l'histoire et la géographie du pays à ses élèves. À la place, ils ont davantage de cours de littérature chinoise et des cours complémentaires en mathématiques.

### Statuts particuliers
Le lycée prend en compte des cas particuliers :
- Pour les élèves des classes primaires il existe le système appelé des « externes ». Obligatoirement inscrits conjointement dans leur école française de secteur, ils se rendent deux demi-journées par semaine au lycée international pour les cours de section. Cette possibilité existe à tous les niveaux du primaire.
- Pour les élèves de primaire, collège et seconde ne parlant pas ou peu le français, une possibilité de mise à niveau existe. Ils intègrent des classes spéciales d'une douzaine d'élèves, appelées « classes FS » (français spécial). Ces élèves bénéficient d'un enseignement spécifique de français langue seconde pendant un an. En fin d'année, si leur niveau d'acquisition du français le permet, ils peuvent intégrer les classes normales. En raison de l'échéance des épreuves anticipées de français au baccalauréat (en fin de classe de première), tous les élèves issus des classes FS doivent avoir rejoint  les classes normales au plus tard à l'entrée en première.
- En sens inverse, certaines sections (allemand, britannique) ont mis en place un système de mise à niveau dans la langue nationale, pour les élèves ayant un déficit de fluidité de la langue. Ils intègrent, en seconde uniquement, des classes spéciales appelées « seconde d'accueil ». Ils y reçoivent un enseignement renforcé de la langue, afin, là aussi, de rejoindre obligatoirement les autres en début de première.

### Enseignement dans des établissements partenaires
Le lycée international reçoit chaque année beaucoup plus de demandes d'inscriptions qu'il ne peut accueillir d'élèves. Pour tenter de remédier à ce manque, le lycée a établi plusieurs partenariats avec des écoles et collèges du département (voir la liste ci-après).
Les élèves y sont scolarisés dans les mêmes conditions que ceux basés sur le site principal d'Hennemont : suivi du programme officiel français dans leur classe habituelle, puis enseignement dans la langue de section assuré par les enseignants officiels de la section qui se déplacent dans l'établissement partenaire. Après une ou plusieurs années dans les écoles-collèges partenaires, ces élèves décentralisés rejoignent tous le site principal d'Hennemont pour l'entrée en seconde.
Ces établissements partenaires, situés à Saint-Germain-en-Laye mais aussi à Fourqueux et au Pecq, sont :
- Maternelle 1, 2, 3 à l'école Normandie-Niemen, Le Pecq (section portugaise)
- Maternelle 3 à l'école Jehan-Alain, Le Pecq (section britannique)
- École élémentaire Charles-Bouvard, Fourqueux (section allemande)
- École élémentaire Jean-Moulin, Saint-Germain-en-Laye (section chinoise)
- École élémentaire Antoine-Schnapper, Saint-Germain-en-Laye (sections américaine et espagnole)
- École élémentaire Normandie-Niemen, Le Pecq (section portugaise)
- École élémentaire Félix-Éboué, Le Pecq (section britannique)
- École élémentaire Marie-Curie, Saint Germain-en-Laye (section polonaise)
- Collège Les Hauts-Grillets, Saint-Germain-en-Laye (sections allemande, britannique, polonaise, italienne, chinoise)
- Collège Marcel-Roby, Saint-Germain-en-Laye (sections américaine, espagnole et russe)
- Collège Pierre-et-Marie-Curie, Le Pecq, (sections britannique et portugaise)

## Vie culturelle et associative
Les deux associations de parents d'élèves (l'APELI et le Club International) organisent des événements collectifs regroupant les 14 sections plusieurs fois dans l'année :
- en septembre, la journée portes ouvertes pour la rentrée ;
- fin novembre la fête de Noël, marché artisanal et gastronomique ;
- en décembre le « carrefour des études et métiers », regroupant 200 intervenants ;
- en mars les soirées des talents — élèves et parents peuvent y participer dans l'amphithéâtre ;
- fin mai, la journée « lycée en fête » marque la fin de l'année scolaire ;
- en juillet, a lieu une cérémonie de remise du diplôme du baccalauréat, devant les parents, le corps professoral et le proviseur, suivie d'un cocktail d'adieu.

À cela, chaque section rajoute des festivités particulières, liées à la culture et à l'histoire de chacune, comme la fête des Lumières des sections scandinaves, ou bien la fête du printemps de la section japonaise.
Enfin, le foyer socio-éducatif (FSE), présent comme dans tout établissement public, organise des concerts et spectacles à l'intention des élèves, dans le cadre du cursus.
L'organisation  de tous ces événements repose uniquement sur des parents bénévoles, aidés par les personnels techniques.

## Le concours général
Le lycée international présente chaque année une importante quantité d'élèves au concours général.
Il est parmi quatre meilleurs lycées de France en termes de prix obtenus à ce concours.
|                    | 2006 | 2007 | 2008 | 2009 | 2010 | 2011 | 2012 | 2013 | 2014 | 2015 | 2016 | 2017 | 2018 | 2019 | 2020              |
| ------------------ | ---- | ---- | ---- | ---- | ---- | ---- | ---- | ---- | ---- | ---- | ---- | ---- | ---- | ---- | ----------------- |
| Nombre de lauréats | 7    | 5    | 8    | 6    | 6    | 9    | 10   | 7    | 9    | 11   | 8    | 6    | 7    | 6    | épreuves annulées |

## Classement national du lycée
D'année en année, le lycée international est classé parmi les vingt meilleurs lycées de France, selon les classements nationaux,,,,.

## Personnalités liées au lycée

### Élèves
- Thomas Brag, youtubeur de Yes Theory (en) ;
- Javier Cambre (en), artiste et sculpteur d'origine espagnole ;
- Nicolas Vilas, journaliste sur RMC Sport ;
- Antoine Ferreira, directeur du recrutement au Paris FC (ex-Paris Saint-Germain) ;
- Jérôme Commandeur, humoriste et acteur ;
- Camille, chanteuse ;
- Bernard Émié, diplomate ;
- Amanda Filipacchi, écrivaine ;
- Noémie Nakai, réalisatrice ;
- Natacha Rafalski, dirigeante du complexe touristique Disneyland Paris ;
- Géraldine Schwarz, journaliste, auteure et réalisatrice de documentaire franco-allemande ;
- Stefanie Stantcheva, économiste et professeure à l'université Harvard ;
- Emmanuel Todd, historien, anthropologue, démographe, sociologue et essayiste ;
- Wladimir Yordanoff, acteur ;
- Daniel Cornalba, maire de L'Étang-la-Ville ;
- Marion Waller, directrice générale du Pavillon de l'Arsenal.

### Professeurs
- François Boulet, professeur d'histoire, auteur d'un ouvrage sur l'histoire du lycée international ;
- Pascal Payen-Appenzeller, professeur de littérature ;
- Massimo Chiais, professeur d'histoire de la section italienne, auteur d'un ouvrage sur la propagande ;
- Pierre Serna, historien ;
- Alain Cugno, philosophe.

## Liste des proviseurs
- 1952-1965 : René Tallard
- 1965-1989 : Edgar Scherer
- 1989-1997 : Jean-Pierre Maillard
- 1997-2001 : Patrick Charpeil
- 2001-2012 : Yves Lemaire
- 2012-2016 : Joël Bianco
- 2016-2019 : Isabelle Negrel
- 2019-2022 : France Bessis
- Janvier-août 2023 : Stéphane Bosco
- Depuis septembre 2023 : Philippe Bonneville

## Images

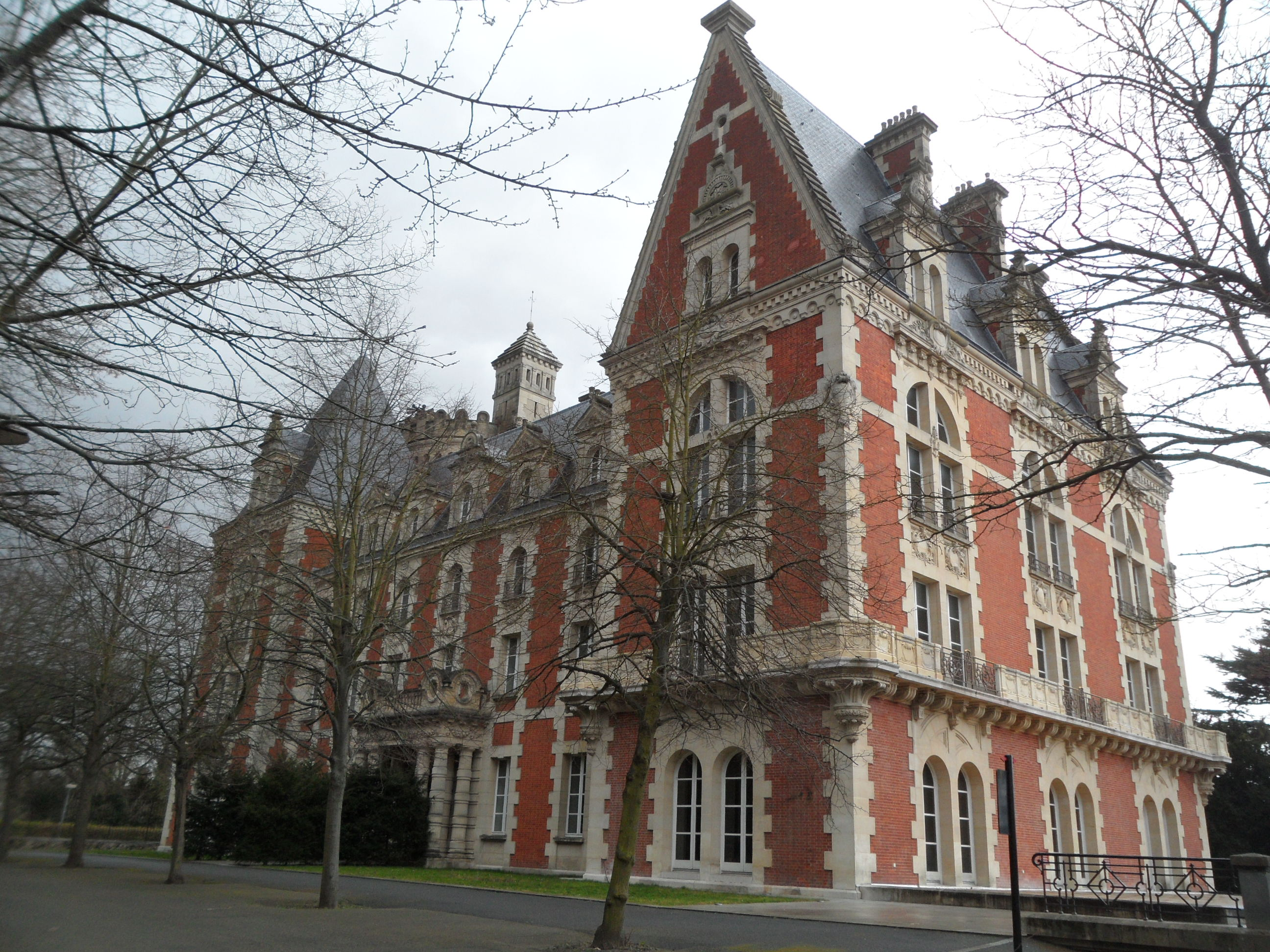
Façade ouest du château d'Hennemont. Il n'y a pas de cours dans le château d'Hennemont, y accéder est interdit aux élèves.
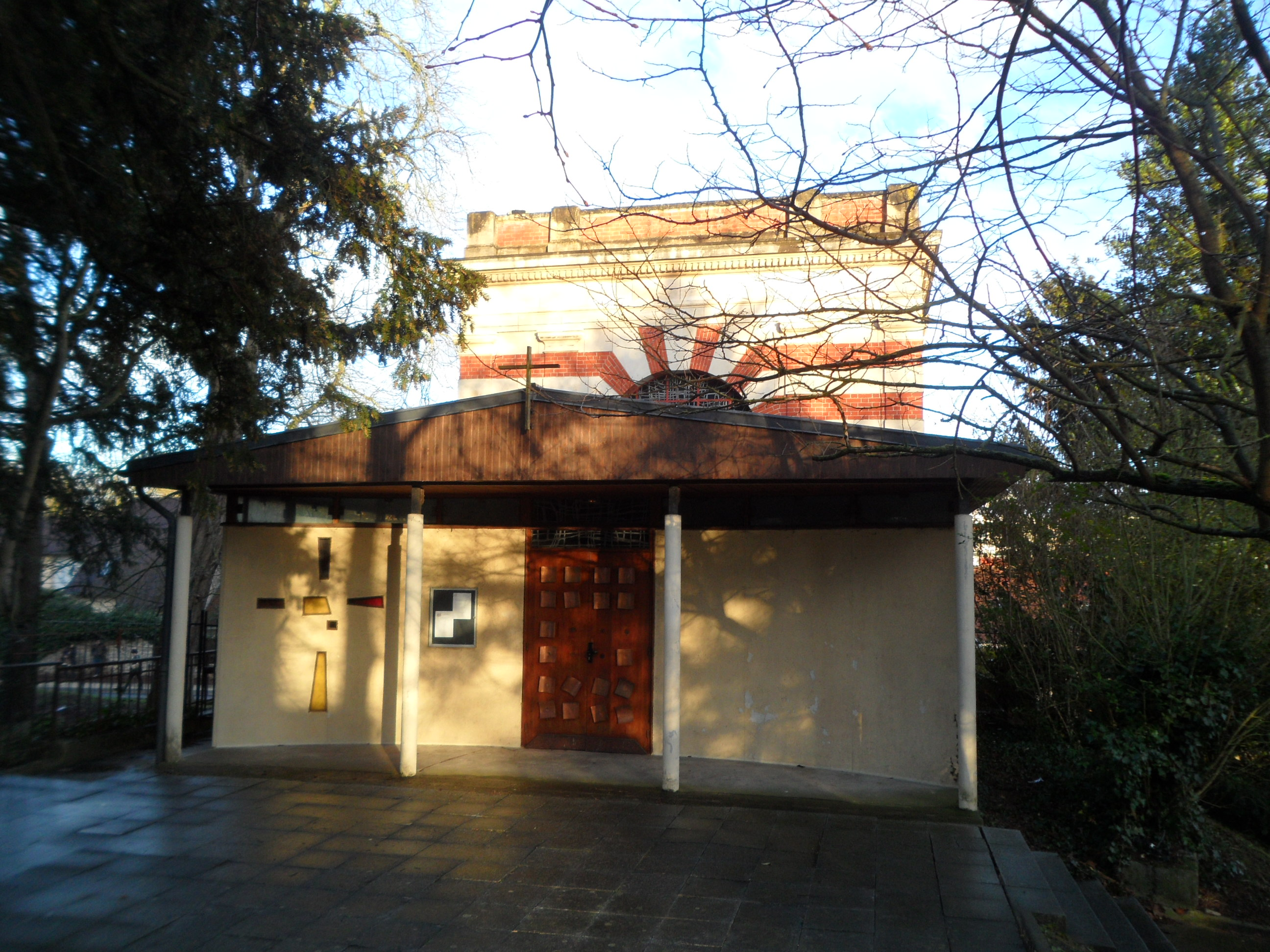
Chapelle du lycée.
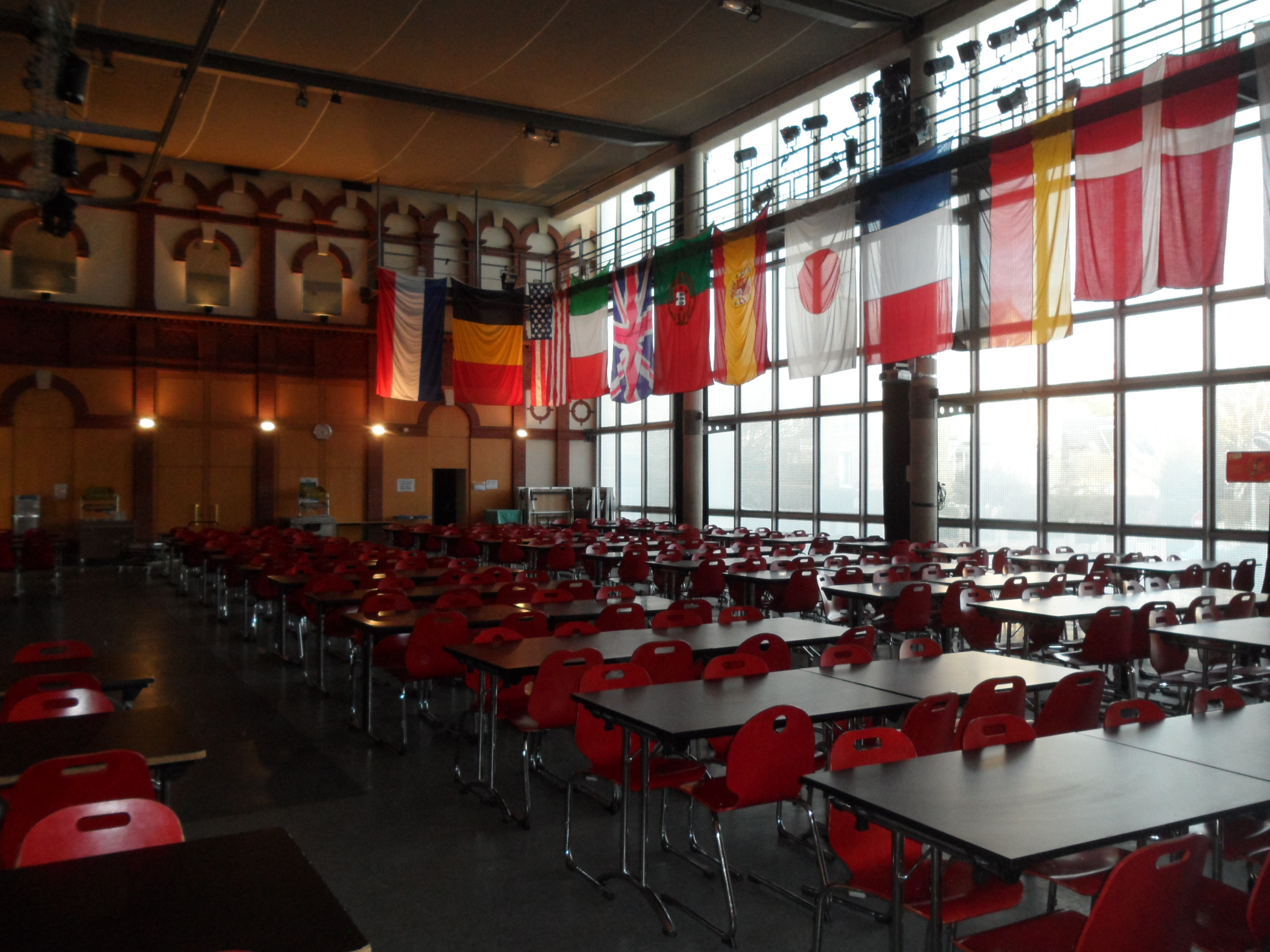
Ancien réfectoire (maintenant il a sa propre salle au seconde étage), également salle de spectacle, au RDC de l'« Agora ».
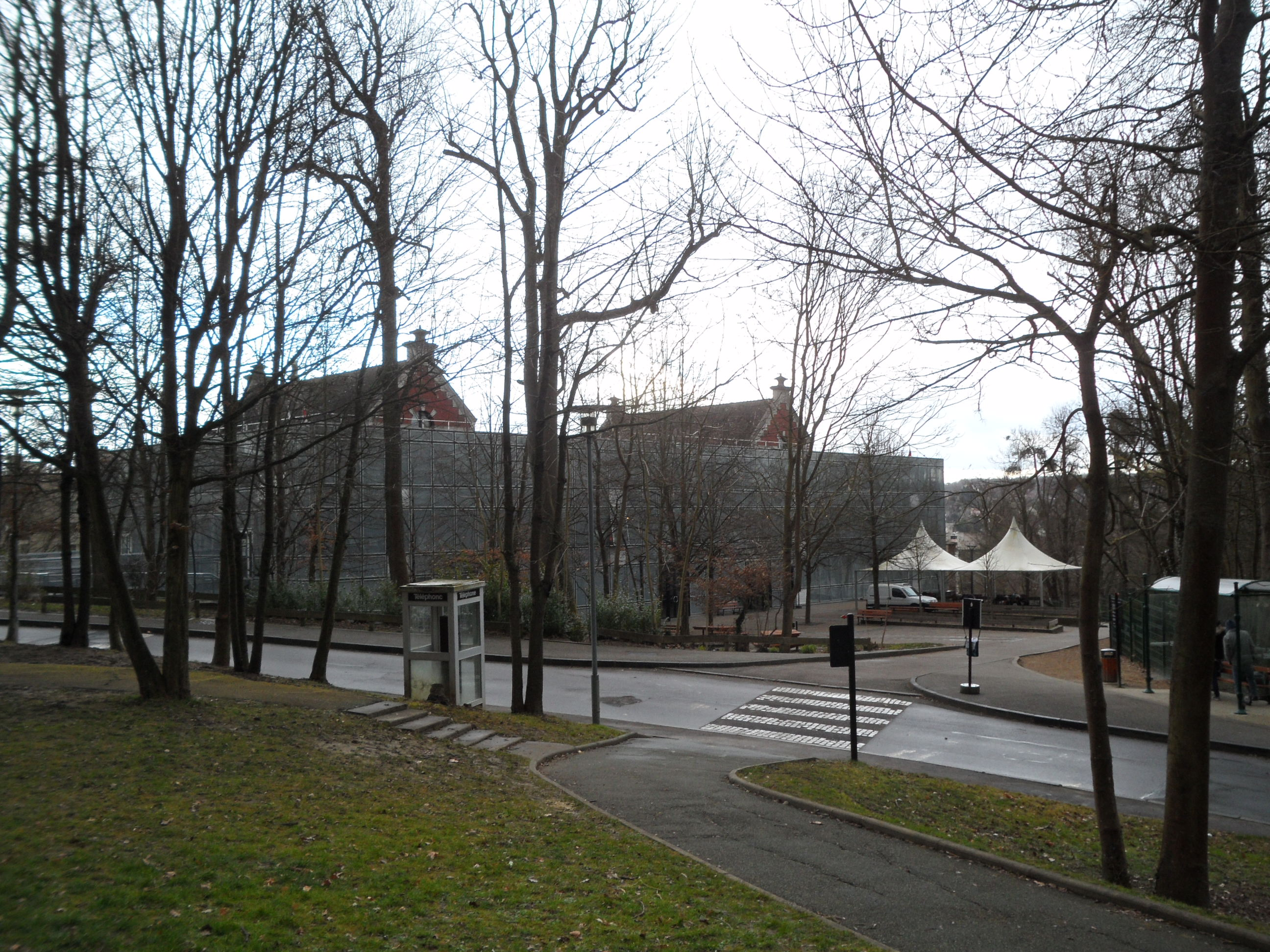
L'« Agora », où se trouvent le réfectoire, la bibliothèque et la cafétéria.